# Rebelión tirolesa
La Rebelión tirolesa de 1809 (en alemán: Tiroler Volksaufstand) fue una rebelión de campesinos en el condado de Tirol dirigida por Andreas Hofer contra la ocupación de su patria por las tropas francesas y bávaras en el contexto de la guerra de la Quinta Coalición contra Napoleón I.

## Trasfondo histórico: ocupación bávara del Tirol desde 1805

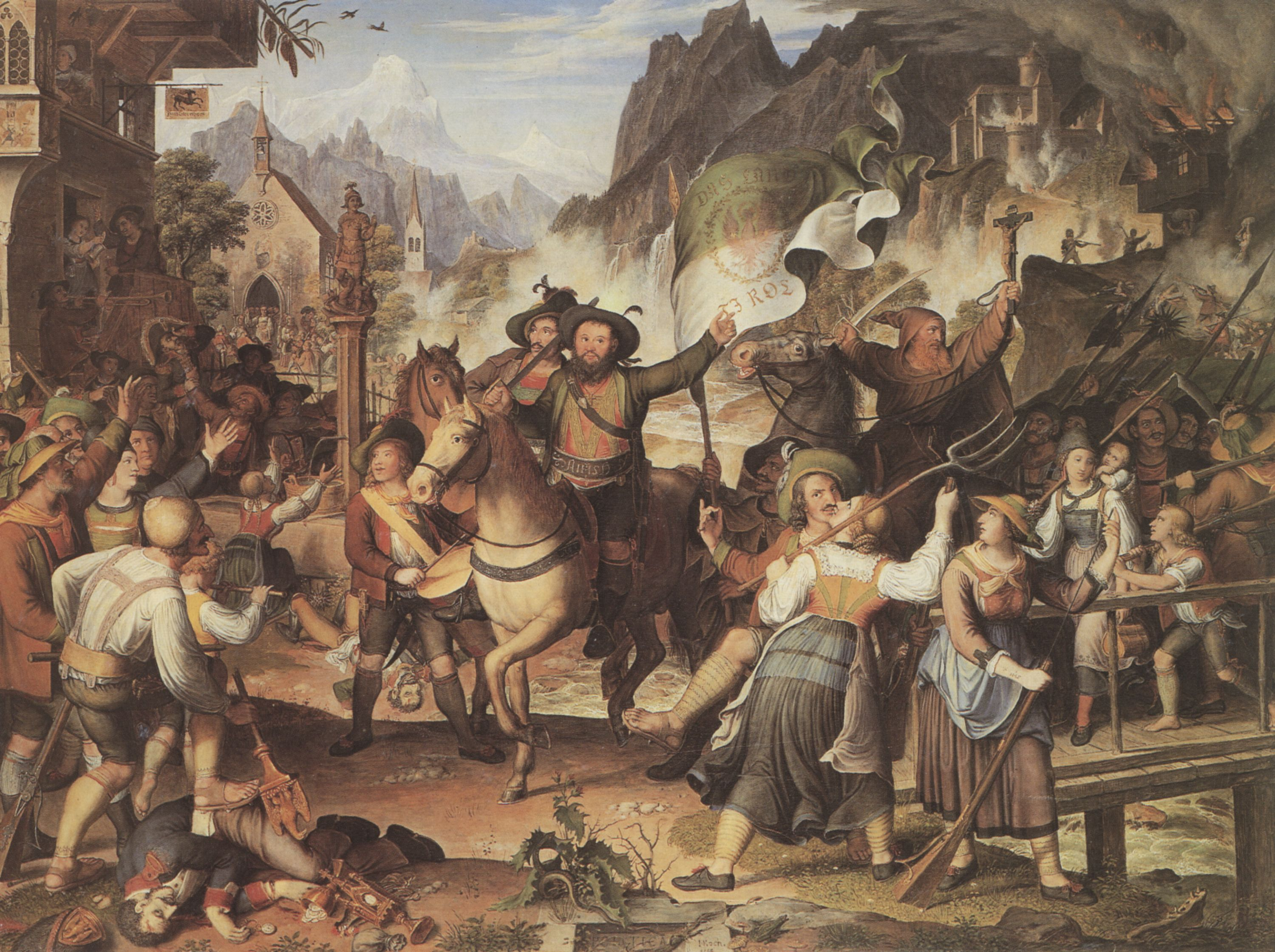
Der Landsturm anno 1809 por Joseph Anton Koch, c. 1820

En septiembre de 1805, el electorado de Baviera bajo el príncipe elector Maximiliano José I de Wittelsbach, que se había aliado con la monarquía de los Habsburgo bajo el Sacro Imperio Romano, estructurado a nivel federal, se trasladó a la Francia napoleónica: el ministro bávaro, el conde Maximiliano von Montgelas comprendiendo la superioridad francesa, mientras temía las ambiciones del Imperio Austríaco recién establecido, firmó una alianza de defensa secreta en Bogenhausen. Al final de la guerra de la Tercera Coalición, Baviera se encontró en el bando victorioso. Tras la Paz de 1805 de Presburgo, no solo se elevó a un reino, también ganó el Tirol ocupado por los franceses, que desde 1363 había estado en poder de los Habsburgo austriacos, quienes, fuertemente derrotados por Napoleón en la batalla de Austerlitz, se vieron obligados a renunciar. eso. Los franceses entregaron oficialmente a Baviera el 11 de febrero de 1806 el condado tirolés, incluido el obispado secularizado de Trento (Trentino).
Las políticas del gobierno bávaro bajo el mando del conde Montgelas enfadaron a la población tirolesa al aumentar los impuestos, pero al mismo tiempo impidió las exportaciones, por ej. de ganado, del Tirol a Baviera. Además, el estado se mezcló con los asuntos de la iglesia Tirolesa, prohibiendo las tradicionales vacaciones rurales, el sonido de las campanas de las iglesias, las procesiones, etc., que eran una parte vital de la cultura tirolesa. Además, el 1 de mayo de 1808, el condado de Tirol se disolvió y se dividió administrativamente en los tres distritos de Inn, Eisack y Etsch. La nueva constitución bávara también reemplazó a la antigua Constitución tirolesa que había otorgado privilegios a la población, como no tener que luchar en un ejército extranjero y fuera de las fronteras del Tirol. La conscripción se introdujo y muchos Tiroleses fueron llamados al servicio militar bávaro, lo que condujo a la revuelta abierta. 

## La guerra de la Quinta Coalición y el estallido y curso de la rebelión
El desencadenante del levantamiento fue la huida a Innsbruck de jóvenes que iban a ser llamados al ejército bávaro por las autoridades de Axams el 12 y 13 de marzo de 1809. Los partidarios se mantuvieron en contacto con el tribunal austríaco de Viena. por su conducto el barón Joseph Hormayr, un Hofrat nacido en Innsbruck y amigo cercano del archiduque Juan de Austria. El Imperio austríaco, citando una violación de las condiciones acordadas en la Paz de Presburgo que garantiza la autonomía constitucional del Tirol, declaró la guerra a los aliados bávaro-franceses el 9 de abril de 1809. El archiduque Juan declaró explícitamente que Baviera había perdido todos los derechos sobre el Tirol, que legítimamente Pertenecía a las tierras austriacas y, por lo tanto, cualquier resistencia contra la ocupación bávara sería legítima. 

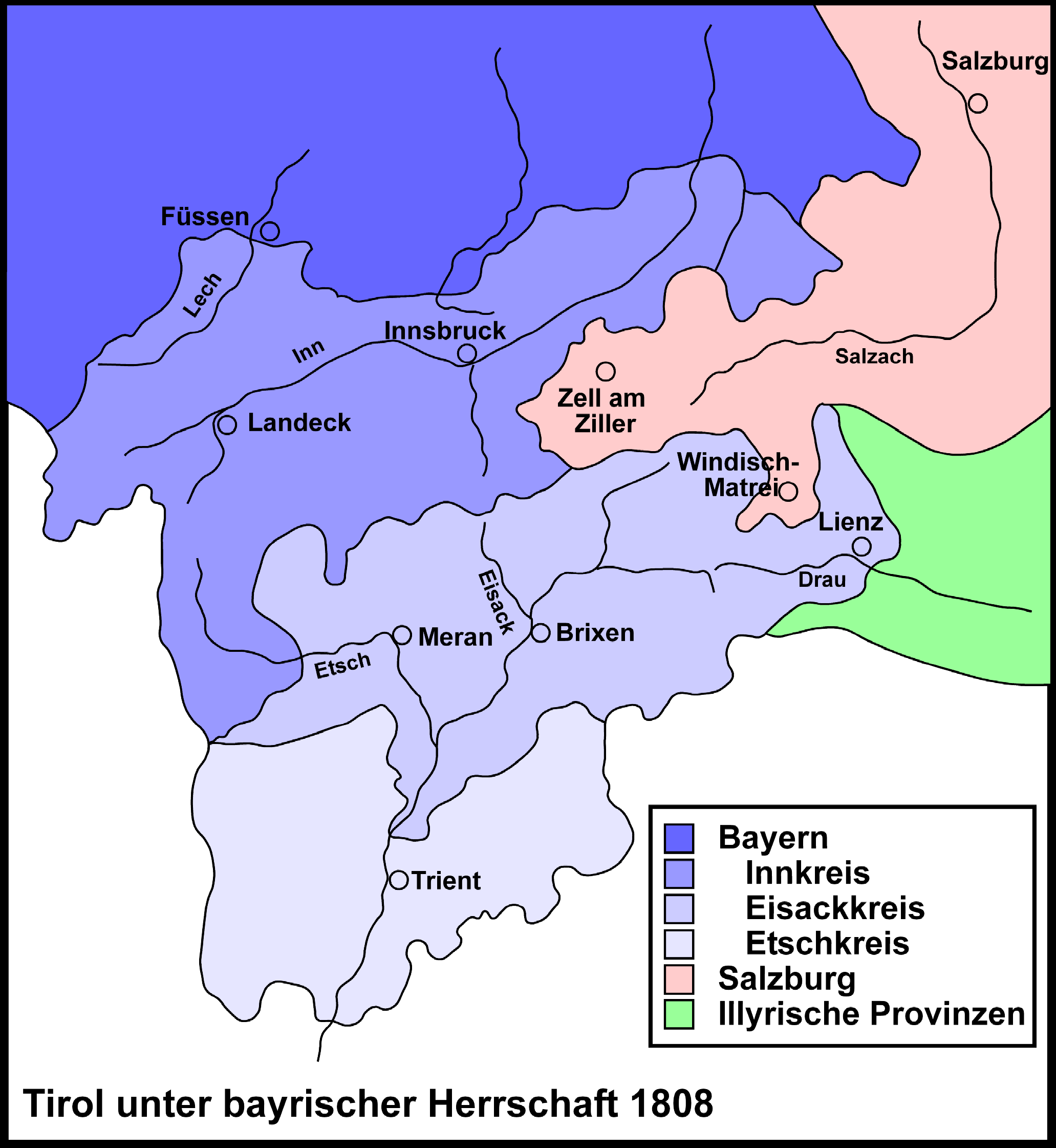
Distritos Tiroleses, 1808

Un cuerpo austríaco bajo el mando del general Johann Gabriel Chasteler de Courcelles que operaba desde Carintia ocupó Lienz y marchó contra Innsbruck, pero fue derrotado por tropas bávaras dirigidas por el mariscal francés François Joseph Lefebvre cerca de Wörgl el 13 de mayo. Mientras tanto, un ejército irregular dirigido por el posadero Andreas Hofer tras el mensaje de guerra se había reunido alrededor de Sterzing y marchado hacia el norte, hacia el paso de Brenner. En la Primera y Segunda Batalla de Bergisel, cerca de Innsbruck, los días 12 y 25 de mayo, las tropas campesinas se enfrentaron con los bávaros, que se vieron obligados a retirarse.
Los tiroleses celebraron la noticia de que Napoleón había sufrido su primera derrota en la Batalla de Aspern-Essling el 22 de mayo. Sin embargo, después de que los franceses obtuvieran ventaja en la Batalla de Wagram el 5 y 6 de julio, el archiduque Carlos de Austria firmó el Armisticio de Znaim, tras lo cual las fuerzas austriacas se retiraron del Tirol. Por lo tanto, los rebeldes, que tenían sus fortalezas en el sur del Tirol, se quedaron luchando solos. Sin embargo, fueron capaces de infligir varias derrotas a las fuerzas francesas y bávaras bajo el mando del mariscal Lefebvre en julio, que culminaron en una retirada francesa completa después de la Tercera Batalla de Bergisel el 12 y 13 de agosto. Hofer ahora asumió la administración de los territorios desocupados en Innsbruck; grandes partes del Tirol disfrutaron de un breve período de independencia. 
Sin embargo, en el Tratado de Schönbrunn del 14 de octubre, el tratado de paz que puso fin a la Guerra de la Quinta Coalición, el emperador Francisco I de Austria renunció oficialmente a cualquier reclamo de Tirol. Napoleón ordenó la reconquista de la provincia el mismo día. Una combinación de la fuerza militar francesa bajo el nuevo mando del general Jean-Baptiste Drouet y las medidas diplomáticas de desescalada por el comandante bávaro más pro-tirolano y antinapoleónico, el príncipe Ludwig I, tuvo éxito en la disminución del número de tropas rebeldes que estuvieran listas para luchar hasta la muerte. Esas últimas tropas leales fueron derrotadas en la Cuarta Batalla de Bergisel el 1 de noviembre, que efectivamente aplastó la rebelión a pesar de las pequeñas victorias rebeldes al final de noviembre.

## Consecuencias y ejecución de Andreas Hofer

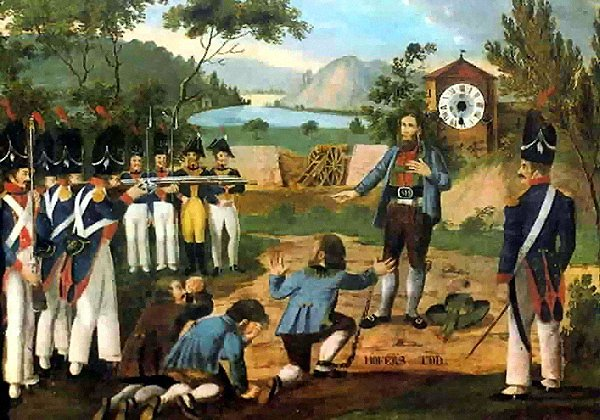
La ejecución de Andreas Hofer en Mantua, 1810

Muchos de los rebeldes fueron ejecutados por las fuerzas francesas y bávaras en las semanas siguientes. El líder Andreas Hofer huyó a las montañas y se escondió en varios lugares del sur del Tirol. Fue traicionado por un campesino tirolés a los franceses cerca de San Martino en Passiria el 28 de enero de 1810. Hofer fue arrestado y llevado a Mantua, donde Eugène de Beauharnais, el virrey francés de Italia, primero quiso perdonarlo, pero fue rechazado por su padrastro Napoleon. La pena de muerte se emitió el 19 de febrero y se ejecutó al día siguiente. Los restos mortales de Hofer fueron enterrados en la Hofkirche de Innsbruck en 1823. 
Como consecuencia de la insurrección, Baviera fue presionada por los franceses el 28 de febrero de 1810 y tuvo que ceder grandes partes del sur del Tirol con el Trentino a Italia creando el Departamento de Alto Adige y el este de Hochpustertal con Lienz a las provincias ilirias. Tras la caída de Napoleón en 1814 y el Congreso de Viena, todas las partes de Tirol se reunieron bajo el dominio austriaco. 
Con el aumento de nacionalismo en el siglo XIX, el destino trágico de la rebelión y de Andreas Hofer devenía un mito nacional especialmente para los Tiroleses germanoparlantes. La canción Zu Mantua en Banden trata la muerte de Hofer y su resistencia vana contra los "ocupantes" extranjeros. Esta se convirtió en el himno del estado Austríaco del Tirol en 1948. 

## Otras lecturas
- Loyal Rebels: Andreas Hofer and the Tyrolean Uprising of 1809. University Press of America. 1986.

- Datos: Q664364
- Multimedia: Tyrolean Rebellion / Q664364